# José Luis Del Palacio y Pérez-Medel
José Luis Del Palacio y Pérez-Medel (Madrid, 18 marzo 1950) è un vescovo cattolico e missionario spagnolo, dal 15 aprile 2020 vescovo emerito di Callao.

## Biografia
José Luis Del Palacio y Pérez-Medel è nato a Madrid il 18 marzo 1950.

### Formazione e ministero sacerdotale
Ha conseguito la laurea in sociologia presso l'Università Complutense di Madrid nel 1970; la laurea in psicologia presso lo stesso ateneo nel 1973; la licenza in teologia presso Pontificia Università di Comillas a Madrid nel 1974; la licenza in filosofia presso la Pontificia e Reale Università di San Tommaso d'Aquino a Manila nel 1990; il dottorato in diritto canonico presso la Pontificia Università di Comillas a Madrid nel 1992 e il dottorato in teologia presso lo stesso ateneo nel 1997.
È stato membro dell'equipe itinerante del Cammino neocatecumenale a Toledo, Cuenca, Murcia, Alicante, Siviglia, Huelva e Cadice dal 1970 al 1975. Nel 1975 è divenuto responsabile dell'equipe itinerante del Cammino neocatecumenale in Perù.
Il 3 febbraio 1985 è stato ordinato presbitero per l'arcidiocesi di Madrid a Lima da papa Giovanni Paolo, in visita nel paese.
Come docente è stato promotore e membro del consiglio direttivo della Facoltà di Teologia "Redemptoris Mater" di Callao dove è stato professore di teologia e di diritto canonico.
Il 7 dicembre 2011 è stato nominato consultore del Pontificio consiglio per la promozione della nuova evangelizzazione.

### Ministero episcopale
Il 12 dicembre 2011 papa Benedetto XVI lo ha nominato vescovo di Callao. Ha ricevuto l'ordinazione episcopale il 7 gennaio successivo nella cattedrale dell'Almudena a Madrid dal cardinale Antonio María Rouco Varela, arcivescovo metropolita di Madrid, co-consacranti i cardinali Antonio Cañizares Llovera, prefetto della Congregazione per il culto divino e la disciplina dei sacramenti, e Paul Josef Cordes, presidente emerito del Pontificio consiglio "Cor Unum".
Il 12 giugno 2012 ha conseguito un altro dottorato presso l'Università Cattolica Sant'Antonio di Murcia con una tesi sulla nuova evangelizzazione e l'antropologia intitolata "La nueva evangelización como culmen de la experiencia antropológica de la fiesta" (La nuova evangelizzazione come culmine dell'esperienza antropologica della festa).
Nel maggio del 2017 ha compiuto la visita ad limina.
Il 15 aprile 2020 papa Francesco ha accettato la sua rinuncia al governo pastorale della diocesi.
Ha curato diverse pubblicazioni circa l'iniziazione cristiana, la liturgia e la nuova evangelizzazione.

## Genealogia episcopale
La genealogia episcopale è:
- Cardinale Scipione Rebiba
- Cardinale Giulio Antonio Santori
- Cardinale Girolamo Bernerio, O.P.
- Arcivescovo Galeazzo Sanvitale
- Cardinale Ludovico Ludovisi
- Cardinale Luigi Caetani
- Cardinale Ulderico Carpegna
- Cardinale Paluzzo Paluzzi Altieri degli Albertoni
- Papa Benedetto XIII
- Papa Benedetto XIV
- Papa Clemente XIII
- Cardinale Marcantonio Colonna
- Cardinale Giacinto Sigismondo Gerdil, B.
- Cardinale Giulio Maria della Somaglia
- Cardinale Carlo Odescalchi, S.I.
- Cardinale Costantino Patrizi Naro
- Cardinale Serafino Vannutelli
- Cardinale Domenico Serafini, Cong. Subl. O.S.B.
- Cardinale Pietro Fumasoni Biondi
- Cardinale Antonio Riberi
- Cardinale Ángel Suquía Goicoechea
- Cardinale Antonio María Rouco Varela
- Vescovo José Luis Del Palacio y Pérez-Medel